# 津谷駅
津谷駅（つやえき）は、山形県最上郡戸沢村大字津谷にある、東日本旅客鉄道（JR東日本）陸羽西線の駅である。
陸羽西線は2022年（令和4年）5月より列車の運行を休止、バス代行を行っており、当駅も休止駅となっている。代行バスについては「陸羽西線#バス代行輸送」を参照。

## 歴史
- 1914年（大正3年）9月6日：官設鉄道（のちに日本国有鉄道）酒田線（現・陸羽西線）の駅として開業[3][5]。
- 1970年（昭和45年）10月1日：貨物の取り扱いを廃止[3][5]。
- 1984年（昭和59年）
  - 2月1日：荷物の扱いを廃止[3]。
  - 4月1日：駅員無配置駅となり[6]、簡易委託化（戸沢農業協同組合が受託）。
- 1987年（昭和62年）4月1日：国鉄分割民営化により、JR東日本の駅となる[3]。
- 2004年（平成16年）3月31日：簡易委託解除、無人駅となる。
- 2009年（平成21年）3月29日：駅舎を改築し、待合所に建て替え[2][7]。
- 2022年（令和4年）5月14日：高屋道路の（仮称）高屋トンネル建設関連工事に伴う陸羽西線の列車運行休止に伴い、鉄道駅としての営業を休止[4]。代行バスのりばは県道34号沿いのコンビニエンスストア付近に設置[4][8]。
- 2024年（令和6年）10月1日：えきねっとQチケのサービスを開始[1][9]。

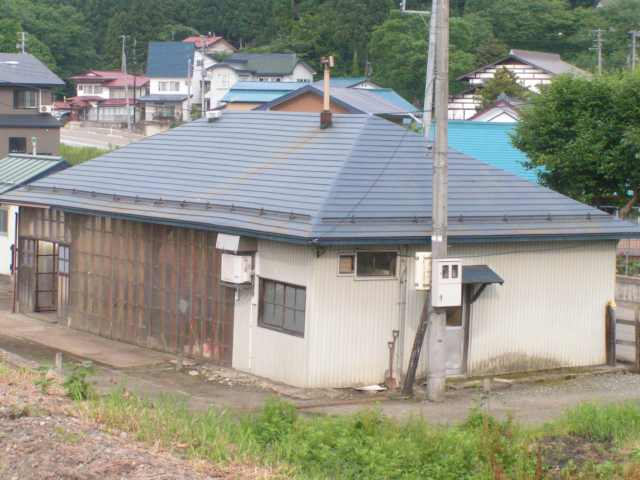
旧駅舎（2006年6月）

## 駅構造

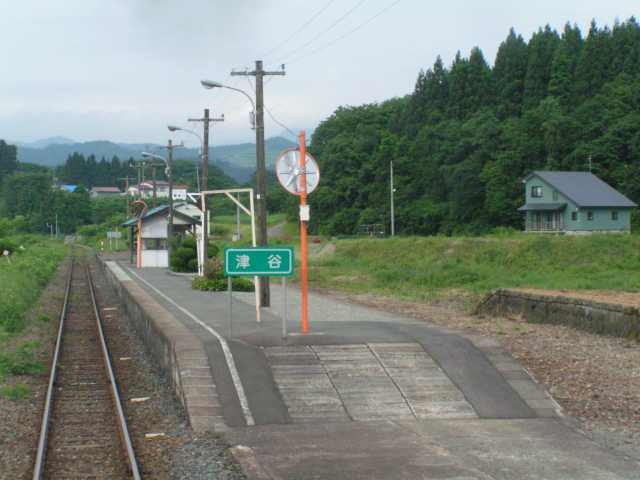
ホーム（2006年6月）

単式ホーム1面1線を有する地上駅である。かつては島式ホーム1面2線であった。北側には貨物ホーム跡なども残っている。
新庄統括センター（新庄駅）管理の無人駅である。

## 利用状況
「山形県の鉄道輸送」によると、2000年度（平成12年度）- 2004年度（平成16年度）の1日平均乗車人員の推移は以下のとおりであった。
| 乗車人員推移       | 乗車人員推移     | 乗車人員推移 |
| 年度               | 1日平均 乗車人員 | 出典         |
| ------------------ | ---------------- | ------------ |
| 2000年（平成12年） | 78               | [ 10 ]       |
| 2001年（平成13年） | 81               | [ 10 ]       |
| 2002年（平成14年） | 64               | [ 10 ]       |
| 2003年（平成15年） | 58               | [ 10 ]       |
| 2004年（平成16年） | 43               | [ 10 ]       |

## 駅周辺
駅前には住宅が並ぶほか、周辺には小規模な集落が点在している。高低差はあるが、すぐに山が迫っているような所ではない。鮭川と最上川の合流点が付近にある。

## 隣の駅
東日本旅客鉄道（JR東日本）
■陸羽西線
羽前前波駅 - 津谷駅 - 古口駅